# یواس‌اس آلاباما (اس‌پی-۱۰۵۲)
یواس‌اس آلاباما (اس‌پی-۱۰۵۲) (به انگلیسی: USS Alabama (SP-1052)) یک کشتی است که طول آن ۶۹ فوت (۲۱ متر) می‌باشد. این کشتی در سال ۱۹۰۶ ساخته شد.